# Джон Денвер
Генрі Джон Дойчендорф Молодший (англ. Henry John Deutschendorf, Jr., Нью-Мексико, США, 31 грудня 1943 — 12 жовтня 1997), краще відоми як Джон Денвер (англ. John Denver) — американський співак, музикант і композитор, активний громадський діяч та гуманіст. За свою кар'єру він записав та випустив близько 300 пісень, 200 з яких він сам створив. Найвідомішими з них, що принесли музиканту всесвітню славу, є такі пісні: «Take Me Home, Country Roads», «Sunshine on My Shoulders», «Rocky Mountain High», «Thank God I'm a Country Boy», «Annie's Song», «Perhaps Love», «Calypso».

## Дитинство
Генрі Джон Дойчендорф-молодший народився напередодні нового 1943 року в Розуеллі, штат Нью-Мексико, його батько — капітан (пізніше підполковник) Генріх Джон «Голландець» Дойчендорф-старший (15 квітня 1920 — 15 березня 1982), та його мати — Ерма Луїза (до шлюбу Суоп) (7 серпня 1922 — 17 січня 2010). Роками його батько пізніше, будучи майором у ВПС США, встановив три рекорди швидкості в бомбардувальнику B-58 Hustler і здобув місце в Залі слави ВПС.
У своїй автобіографії 1994 року «Заведи мене додому» Денвер описав своє життя як старшого сина сім'ї, сформованого суворим батьком, який не міг показати свою любов до своїх дітей. Оскільки батько Денвера був військовим, а його сім'я часто переїжджала, йому було важко заводити друзів і вписуватися в колектив інших дітей свого віку. Постійна зміна проживання турбувала замкнутого Денвера, і він виріс, завжди відчуваючи, ніби повинен бути десь ще, але ніколи не знаючи, де це «правильне» місце. Поки сім'я перебувала в Девіс-Монтан в Тусоні, штат Аризона, Денвер був членом хору хлопчиків Тусона в Аризоні протягом двох років. Денвер був щасливий, проживаючи в Тусоні, але його батька потім перевели в Монтгомері, штат Алабама, де Денвер не любив режим сегрегації, котрий діяв у школі в яку він ходив. Пізніше сім'я переїхала до Форт-Ворті, штат Техас, де Денвер закінчив середню школу в Арлінгтон-Гайтс.

## Кар'єра

### Рання кар'єра
У віці 11 років Денвер отримав акустичну гітару від своєї бабусі. До того часу, коли він навчався в коледжі, він навчився грати досить добре, щоб виступати в місцевих клубах. Прізвище «Денвер» він прийняв на честь столиці улюбленого штату Колорадо. Він вирішив змінити своє ім'я, коли Ренді Спаркс, засновник «The New Christy Minstrels», висловив припущення, що «Deutschendorf» не буде зручно вписуватися в маркетинг. Денвер відвідував Техаський технічний університет у Лаббоці та співав у фольклорній музичній групі «Альпійське тріо», займаючись архітектурними дослідженнями. Він також був членом братства Дельта Тау Дельта. Денвер кинув Техаську технічну школу в 1963 році і переїхав до Лос-Анджелеса, де співав у народних клубах. 1965 року Денвер приєднався до тріо Мітчелл, замінивши засновника Чеда Мітчелла. Після подальших кадрових змін тріо згодом стало відомим як «Денвер, Бойз та Джонсон» (Джон Денвер, Девід Бойз та Майкл Джонсон).
У 1969 році Денвер покинув групу, щоб продовжити сольну кар'єру, і випустив свій перший альбом для RCA Records, Rhymes & Reasons. За два роки до цього Денвер зробив власну демонстрацію демозапису деяких пісень, які грав на своїх концертах. Він включив у демо пісню, яку він написав під назвою «Крихітка, я ненавиджу йти», пізніше перейменовану на «Виїзд на реактивному літаку». Денвер зробив кілька копій і подарував їх їм на Різдво. Продюсер Дільвера також став продюсером Мілтом Окуном, який продюсував записи для тріо Мітчелла та гучної фольклорної групи «Пітер, Пол і Мері». Окун приніс невидану пісню «Jet Plane» Петру, Павлу та Мері. Їхня версія пісні стала номером один на Billboard Hot 100. Композиція Денвера також потрапила у Велику Британію.
Хоча RCA не активно рекламував Rhymes & Reasons з гастролями, сам Денвер розпочав імпровізоване допоміжне турне на Середньому Заході, зупиняючись у містах та містечках, пропонуючи безкоштовно грати концерти на місцевих майданчиках. Коли йому вдалося переконати школу, коледж, зал Американського легіону чи місцеву кав'ярню дозволити йому грати, він поширював плакати в місті і зазвичай з'являвся на місцевій радіостанції з гітарою в руках, чекаючи на запрошення. Він часто досягав успіху в отриманні цінного рекламного ефіру, як правило, з однією чи двома піснями, що виконувались у прямому ефірі. Деякі місця дозволяють йому грати, інші обмежили його продажем копій альбому на антракті та після шоу. Однак через кілька місяців цього постійного стриманого розкладу гастролей він продав достатньо альбомів, щоб переконати RCA ризикнути продовжити контракт на запис. Він також створив значну і міцну фанбазу, багато учасників якої залишалися вірними протягом усієї своєї кар'єри.
У 1970 році Денвер записав ще два альбоми «Take Me to Tomorrow and Who's Garden Was This», включаючи комбінацію пісень, які він написав, та версії композицій інших виконавців.

### Кар'єрний злет

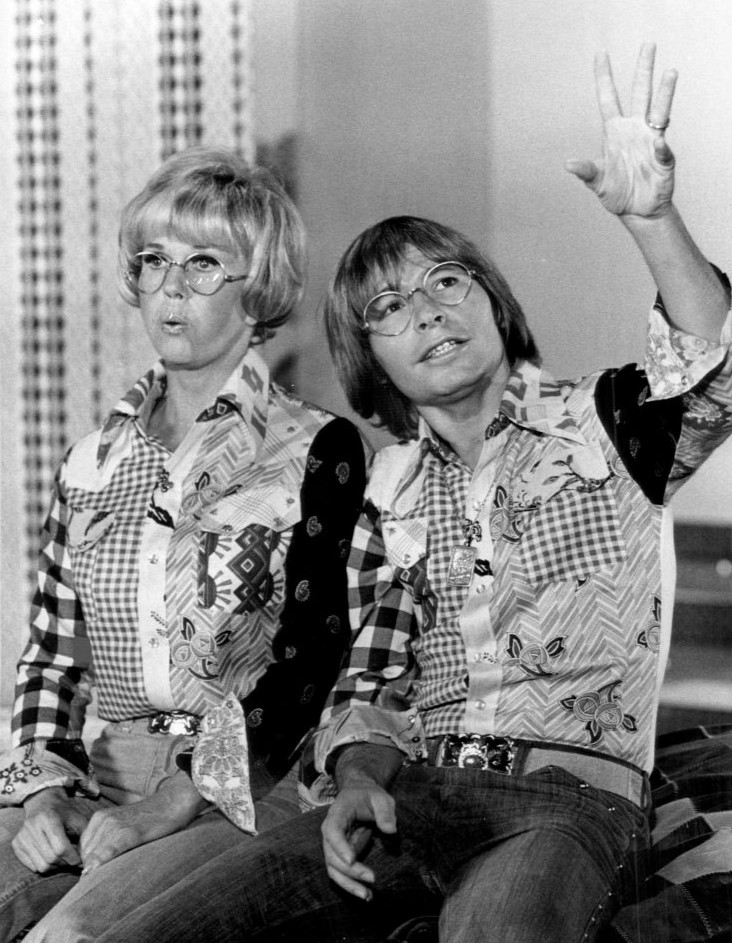
Денвер з Доріс Дей

Наступний альбом «Poems, Prayers & Promises» (вийшов 1971 року) Став для нього проривом у США, зокрема завдяки синглу «Take Me Home, Country Roads», який потрапив до 2-го місця в чартах Billboard. Його успіх почасти був зумовлений зусиллями його нового менеджера, майбутнього голлівудського продюсера Джеррі Вайнтрауба, який підписав контракт з «Денвером» у 1970 році. Вайнтрауб наполягав на перевиданні композиції та розпочав кампанію радіоефіру, яка стартувала в Денвері, штат Колорадо. З цього часу кар'єра Денвера процвітала, і він мав серію хітів протягом наступних чотирьох років. 1972 року Денвер отримав свій перший альбом «Десятка» разом із «Rocky Mountain High», а його заголовок потрапив у десятку в 1973 році. У 1974 та 1975 роках. Денвер пережив вражаючий злет в чартах із низкою з чотирьох пісень № 1 («Сонечко на моїх плечах», «Пісня Енні», «Слава Богу, я сільський хлопчик» та «Я Вибачте») та три альбоми № 1 (Найбільші хіти Джона Денвера, Повернення додому та Вітряна пісня).
У 1970 рр. виступ Денвера на сцені включав довге світле волосся та «бабусині» окуляри. Його сорочки, прикрашені зображеннями, які часто асоціюються із американським заходом, були створені дизайнером та художником-аплікатором Анною Запп. Його менеджер Джеррі Вайнтрауб наполягав на значній кількості телевізійних виступів, включаючи серію півгодинних шоу у Великій Британії, незважаючи на протести Денвера на той час: «У Британії я не мав успіху … я маю на увазі жодного».
Виступивши в якості гостей у багатьох шоу, Денвер продовжував вести власні естрадні та музичні акції, включаючи кілька концертів в амфітеатрі Red Rocks поблизу Денвера. Його сезонний спектакль «Різдво в Скелястих горах» переглянули понад 60 мільйонів людей і на той час було шоу з найвищим рейтингом для мережі ABC.
Його спеціальний концертний спектакль «Вечір з Джоном Денвером» виграв «Еммі» 1974—1975 рр. за видатний спектакль, комедійний естрад або музику. Коли Денвер закінчив свої ділові стосунки в 1982 році через орієнтацію Вайнтрауба на інші проєкти, Вайнтрауб вигнав Денвера зі свого кабінету і звинуватив у нацизмі. Пізніше Денвер сказав Артуру Тобієру, коли той транскрибував свою автобіографію, «Я б зігнув свої принципи, щоб підтримати те, що він хотів від мене. І звичайно, кожного разу, коли ти згинаєш свої принципи — чи тому, що ти не хочеш турбуватися про це, або тому, що ти боїшся встати, боячись того, що можеш втратити — ти продаєш свою душу дияволу».
Денвер також був запрошеною зіркою шоу «Маппет» — початку дружби на все життя Денвера та Джима Хенсона, яка породила дві різдвяні телепрограми з «Маппетами». Він також спробував себе в якості актора, з'явившись в епізоді «Колорадський скот» в епізоді телевізійного фільму «МакКлауд» у лютому 1974 року. Він знявся у фільмі «О, Боже!» навпроти Джорджа Бернса. Денвер п'ять разів приймав премію «Греммі» в 1970-х і 1980-х роках, а «Вечірнє шоу» гостював у багатьох випадках. 1975 року Денвер був нагороджений нагородою «Артист року» Американської музичної асоціації. На церемонії артист року, що відходить, Чарлі Річ вручив нагороду своєму наступнику після того, як він підпалив конверт, в якому було офіційне повідомлення про нагороду. Дехто припускав, що Річ протестував проти вибору нетрадиційного сільського художника для нагородження, однак син Річа заперечує твердження, нібито його батько був п'яний і вживав знеболюючі препарати від болю у зламаній стопі і просто намагався бути смішним. За захист музики Денвера виступила кантрі-співачка Кеті Маттеа, яка сказала Аланні Неш із Entertainment Weekly: «Багато людей списують його як легкого, але він сформулював якийсь оптимізм, і він вивів акустичну музику на перший план, поєднуючи фолк і поп».

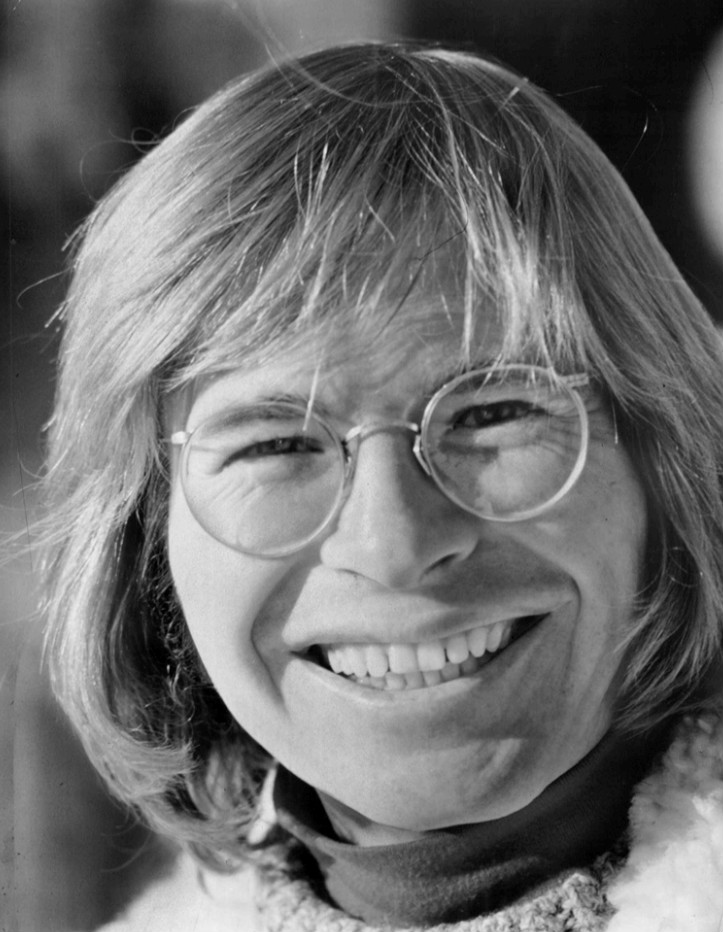
Джон Денвер

У 1977 році Денвер спільно із Вернером Ерхардом та Робертом В. Фуллером заснував проєкт «Голод». Він служив багато років і підтримував організацію до самої смерті. Денвер також був призначений президентом Джиммі Картером на посаду члена Комісії Президента зі світового голоду, написавши пісню «Я хочу жити» як свою тематичну пісню. 1979 року Денвер виконав концерт «Rhymes & Reasons» на музичному концерті ЮНІСЕФ. Роялті з концертних виступів були передані ЮНІСЕФ. Батько навчив його літати в середині 1970-х, що призвело до примирення між батьком і сином. 1980 року Денвер та його батько, на той час підполковник, брали участь у проведенні відзначеного нагородами телевізійного спектаклю «Вище, що ми летимо: історія польоту». Він виграв премію Осборн від Асоціації авіаційних / космічних письменників і був відзначений Х'юстонським кінофестивалем.

### Політичні погляди
У середині 1970-х Денвер почав ставати брати участь у політиці. Свої екологічні інтереси він висловив у епічній пісні 1975 р. «Каліпсо», яка є одою однойменного розвідувального корабля, яким користувався екологічний активіст Жак Кусто. 1976 року він проводив агітацію за Джиммі Картера, який став його близьким другом і союзником. Денвер був прихильником Демократичної партії та ряду благодійних цілей для екологічного руху. Він заснував благодійний фонд Windstar у 1976 році для сприяння сталому життю. Його розчарування внаслідок Чорнобильської катастрофи призвело до прецедентних концертів у частині комуністичної Азії та Європі.
У 1980-х Денвер критикував адміністрацію Рейгана, але він продовжував активно брати участь у своїй кампанії проти голоду, за що Рейган присудив Денверу Премію Президента «Світ без голоду» в 1987 році. Критика Денвера щодо консервативної політики 1980-х років була висловлена в його автобіографічній фольк-рок-баладі «Давайте почнемо (для чого ми робимо зброю?)». У відкритому листі до ЗМІ він написав, що виступає проти буріння нафти в Арктичному національному притулку для дикої природи. Денвер боровся за розширення притулку в 1980-х роках, і він похвалив президента Білла Клінтона за його протидію запропонованому бурінню. Лист, який він написав у розпал президентських виборів у США 1996 року, був одним із останніх, які він коли-небудь писав. Денвер також протягом багатьох років був членом Ради Національного космічного товариства.

## Особисте життя
Перший шлюб Денвера був з Енні Мартелл із Сент-Пітера, штат Міннесота. Про неї пішов його хіт «Пісня Енні», який він склав лише за десять хвилин, коли він сидів на гірськолижному підйомнику в Колорадо після сварки подружжя. Вони жили в Едіні, штат Міннесота, з 1968 по 1971 рік. Після успіху «Скелястих гірських гір», натхненного подорожжю з Енні та деякими друзями, Денвер придбав резиденцію в Аспені, штат Колорадо. Він жив в Аспені безперервно до своєї смерті. Денвер усиновив хлопчика, Захарі Джона, та дівчинку Анну Кейт, яких Денвер сказав, що вони «мали бути» їхніми.
Денвер одружився з австралійською акторкою Кассандрою Делані в 1988 році, після дворічного залицяння. Оселившись у домі Денвера в Аспені у пари народилася дочка Джессі Белль. Денвер і Делані розійшлися в 1991 році і розлучилися в 1993 році. Про свій другий шлюб Денвер згодом згадував, що «до того, як наш нетривалий шлюб закінчився розлученням, вона зуміла змусити мене дурити з одного кінця долини на інший».
У 1993 році Денвер визнав свою вину за звинуваченням у керуванні транспортним засобом у нетверезому стані та був засуджений умовно.
Окрім музики, мистецькі інтереси Денвера включали живопис, але через його обмежувальний графік він займався фотографією, заявивши одного разу, що «фотографія — це спосіб передати почуття». Денвер також був завзятим лижником і гравцем у гольф, але головним його інтересом було літати. Його любов до польоту була другою після любові до музики. 1974 року він придбав Learjet, щоб літати на концерти. Він був колекціонером старовинних біпланів, володів пілотажем Крістен Ігл, двома літаками Cessna 210, а в 1997 році експериментальним аматорським спорудженням Rutan Long-EZ.

## Смерть

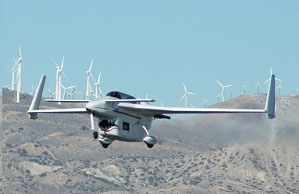
Rutan Long-EZ

Денвер загинув 12 жовтня 1997 р., Коли його експериментальний літак Rutan Long-EZ, реєстраційний номер повітряного судна N555JD, врізався в затоку Монтерей поблизу Пасіфік-Гроув, штат Каліфорнія, виконуючи серію посадок в сусідньому аеропорту півострова Монтерей. Ідентифікація була неможливою за допомогою стоматологічних записів, тому лише його відбитки пальців підтвердили, що пілотом був Денвер. Офіційною причиною смерті стали численні травми, які він отримав в результаті авіакатастрофи.
Денвер був пілотом з досвідом у понад 2700 льотних годин. Він мав пілотні ліцензії для одномоторних літаків, багатомоторних, та приладів. Він також мав типовий рейтинг у своєму Learjet. Нещодавно він придбав літак Long-EZ, виготовлений кимось іншим із комплекту, і здійснив півгодинний контрольний рейс із цим літаком за день до своєї аварії. На момент катастрофи Денверу не було дозволено літати. У попередні роки він кілька разів затримав за кермом. 1996 року, майже за рік до аварії, Федеральна авіаційна адміністрація дізналася, що Денвер не зміг зберегти тверезість, не утримавшись повністю від алкоголю, тому вони скасували його медичну сертифікацію. Однак на аварію не вплинуло вживання алкоголю, оскільки розтин не виявив ознак алкоголю та інших наркотиків в тілі Денвера.

## Посмертне визнання
Після повідомлення про смерть Денвера губернатор Колорадо Рой Ромер наказав знизити всі державні прапори до напівштату на його честь. Панахида відбулася у пресвітеріанській церкві Віри в Аврорі, штат Колорадо, 17 жовтня 1997 р., Її відслужив пастор Лес Фелкер, відставний капелан ВПС, після чого останки Денвера були кремовані, а його прах розсіяний в Скелястих горах. Подальші вшанування були зроблені на наступних преміях «Греммі та кантрі».

У 1998 році Денвер був посмертно нагороджений премією за життєві досягнення Всесвітньою асоціацією народної музики, яка також встановила нову нагороду на його честь.

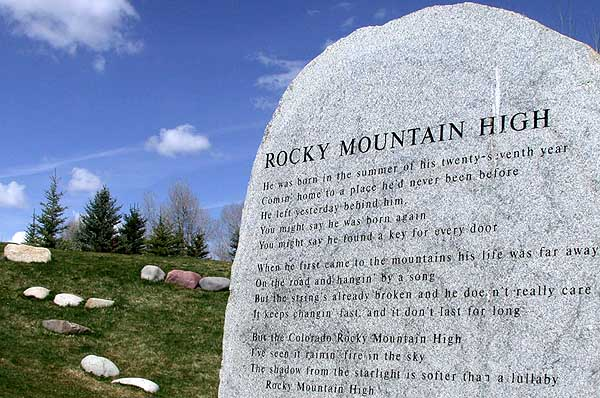
Слова пісні «Rocky mountain high», вигравіювані на пам'ятнику на честь Джона Денвера в штаті Колорадо

У 2000 році CBS представила телевізійний фільм «Заведи мене додому: Історія Джона Денвера», вільно оснований на його мемуарах, в ролі Чада Лоу в ролі Денвера. New York Post зауважила: «Такий успішник, як Джон Денвер, не міг бути таким нудним».
23 вересня 2007 року, майже через десять років після смерті Денвера, його брат Рон став свідком освячення дошки, встановленої біля місця катастрофи в Пасіфік-Гроуві, штат Каліфорнія, на честь співака.
Копії багатьох телевізійних виступів Денвера зараз є популярними предметами колекціонування, особливо його одногодинні спецпрограми 1970 рр. та його серіал із шести частин для британського BBC «Шоу Джона Денвера». Антологічний мюзикл із музикою Денвера «Back Home Again: A John Denver Holiday», прем'єра якого відбулася в театрі «Рубікон» у листопаді 2006 р. 12 березня 2007 року Сенат Колорадо ухвалив рішення зробити торговий знак Денвера 1972 року хітом «Rocky Mountain High» однією з двох офіційних пісень штату, розділивши обов'язки зі своїм попередником «Where Columbines Grow». Сенатор Боб Хагедорн, демократ Аврори, який спонсорував пропозицію, захистив пісню як нічого спільного з наркотиками, а все, що стосується поділу з друзями ейфорії відчуття краси гірських перспектив Колорадо. Ненсі Тодд (D-Aurora) сказала, що «Джон Денвер для мене є іконою того, що таке Колорадо».